# Affaire Silja Trindler
L'affaire Silja Trindler est une affaire criminelle non élucidée concernant le meurtre de la touriste suisse Silja Trindler, âgée de 18 ans, sur la plage de Carcans, dans le Médoc, en août 2000. 

## Silja Trindler
Les parents de Silja Trindler dressent le portrait d'une lycéenne encore dépendante, réservée, solitaire, mélancolique et éprouvant des difficultés à communiquer avec les autres vacanciers car ne parlant que l'allemand. Elle vivait chez eux à Rifferswil près de Zurich en Suisse et n'avait pas de petit ami connu. Les Trindler ne font cependant pas allusion à un quelconque différend familial qui l'aurait poussée à fuguer.
Pourtant, l'enquête mettra en lumière des années plus tard le douloureux passé de leur fille. Silja Trindler avait un temps été internée par ses parents en hôpital psychiatrique, en Suisse. Elle avait été victime d'abus sexuels de la part d'un voisin entre l'âge de 6 et 8 ans mais l'affaire avait été étouffée par les Trindler de crainte qu'un scandale n'éclate dans un aussi petit village que Rifferswil qui ne comptait que six cent habitants à l'époque. Il apparaîtra d'ailleurs qu'adolescente, ces viols avaient refait surface ; Silja Trindler éprouvait de la rancœur à l'égard de ses parents qui avaient exigé d'elle de garder le silence, rancœur qui se manifestait par de violentes disputes avec eux. Le major Teisseidou (qui sera chargé de l'affaire à partir de 2011) évoquera de probables corrections physiques.

## Déroulement des faits
Silja Trindler séjournait avec ses parents et son petit frère de 13 ans dans une tente, à l'emplacement no 118 du camping municipal de Carcans situé à deux kilomètres du lieu de découverte du corps. La famille était arrivée le 24 juillet et devait repartir en Suisse le 5 août.
Vendredi 4 août 2000, Silja Trindler déjeune avec sa famille avant de partir en direction de la plage. Sur place, elle sympathise avec un groupe d'estivants parisiens avec lequel elle reste jusqu'en fin d'après-midi. Selon l'un des vacanciers, elle paraissait ne pas être dans son assiette et avoir sangloté en silence. Le groupe n'avait pu comprendre pourquoi en raison de la barrière de la langue.
À 18 h, Silja Trindler est aperçue par le gardien du camping, puis par son frère David qui assure l'avoir vue passer par leur tente récupérer les clés du cadenas du local à vélos. Ne les retrouvant pas, elle était repartie à pied. À 19 h 15, elle est cette-fois ci vue seule par un couple de touristes allemands sur le cordon dunaire séparant Carcans du lac d'Hourtin, à deux kilomètres au nord du camping. Leur témoignage est pris au sérieux car les vêtements décrits sont bien ceux qu'elle portait lorsque son corps a été découvert. Aussi, ils avaient remarqué qu'elle était en train d'écrire sur le sable à l'aide d'un bout de bois. Et effectivement, le nom en toutes lettres de « Bob Marley » a été retrouvé tracé en contrebas d'une dune à quelques mètres de sa dépouille, en plus de quelques inscriptions mystiques en partie effacées par le vent.
La disparition de Silja Trindler est signalée au veilleur de nuit du camping vers minuit par les Trindler, inquiets de ne pas la voir rentrer, mais la police municipale et la gendarmerie ne la prennent au sérieux qu'aux alentours de 2 h du matin.
Le lendemain, 5 août 2000, aux alentours de 13 h 30, le corps sans vie de Silja Trindler est retrouvé au milieu des dunes de Carcans-Plage par un touriste néerlandais. La jeune femme est recouverte de sable, allongée sur le dos, vêtue d'un polo noir, d'une jupe marron et d'un haut de maillot de bain rouge, son slip de bain placé sur le visage. Une bouteille d'eau est posée à proximité du corps ainsi qu'une paire de baskets rouges. Une bague appartenant à la jeune femme a été déposée dans l'une de ses chaussures. Contactée, la gendarmerie arrive rapidement sur les lieux.

## Enquête de gendarmerie

### Autopsie et identification
L'homicide ne fait aucun doute ; l'examen médico-légal révèle que la victime est décédée d'asphyxie par une manœuvre de pression sur la nuque, la tête maintenue au sol (du sable est retrouvé dans ses voies respiratoires) (strangulation selon certains médias). Sa mort remonte à la nuit du 4 au 5 et aucune blessure, même superficielle, n'est relevée. Toutefois, il apparaît qu'elle s'est défendue de son agresseur car des fragments de peau sont découverts sous ses ongles. Un ADN masculin partiel est prélevé. La victime ne semble pas non plus avoir subi de violences sexuelles, bien que le légiste indique qu'elle a eu un rapport consenti peu de temps avant sa mort. Le corps a néanmoins pu être bougé plusieurs heures après afin d'être sommairement enseveli.

### Recherches
Un appel à témoin est diffusé par les gendarmes. Dans les semaines qui suivent, des lettres sont envoyées aux 2 500 vacanciers identifiés ayant séjourné à Carcans et ses environs,. Mais la photo de la jeune femme ne leur rappelle rien ; aucun d'eux n'a le souvenir de l'avoir croisée. Cinquante gendarmes de la Section de recherches de Bordeaux passent la région de Carcans au peigne fin mais le weekend de chassé-croisé ne facilite pas leur entreprise d'audition de témoins ; beaucoup de vacanciers sont déjà repartis et le nombre de touristes dans le secteur oscille entre 30 000 et 40 000,. Ils étudient également le journal intime de Silja Trindler mais n'y trouvent rien de substantiel sinon que la jeune femme aimait particulièrement le reggae et éprouvait un certain attrait pour l'ésotérisme. La piste du concert Reggae Sun Ska prévu non loin à Montalivet le soir du meurtre, est également explorée mais celle-ci ne donne rien de probant.
Une cellule spéciale « Homicide Ohm 33 » est créée ; l'identité des campeurs du secteur est vérifiée, les auto-stoppeurs sont contrôlés, l'ADN des habitués du bar Le Galipo à Carcans est prélevé et les fichiers des délinquants connus pour violence ou agression sexuelle sont étudiés. Deux exhibitionnistes sont identifiés et interrogés mais ils sont rapidement mis hors de cause, tout comme les vacanciers parisiens avec qui Silja Trindler avait passé l'après-midi. Au total, cinq mille tests ADN sont réalisés, sans succès. Sept mois plus tard, en mars 2001, un témoin, sapeur-pompier de profession, se manifeste. En vacances dans la région début août 2000, il en était parti lors du chassé-croisé du weekend du 5-6 et n'avait pas été informé du meurtre. Néanmoins, il était depuis tombé sur les photos de l'avis de recherche de Silja Trindler et avait reconnu son visage. Le 4 août de cette année, vers 19 h, à la brasserie Chez Heidi à Carcans-Plage, il avait vu « un jeune homme svelte et athlétique, vêtu d'un t-shirt et d'un bermuda à bandes verticales bleues et jaunes discuter avec elle. Il l'a entraînée par le bras et ils sont partis vers la plage. » La tristesse de la jeune Suissesse avait marqué le témoin. Il l'avait vu larmoyer avant que le mystérieux homme, décrit comme de type créole ou antillais et aux cheveux blonds décolorés avec des mèches rousses, la prenne dans ses bras.
Le portrait-robot du suspect est alors diffusé dans toutes les gendarmeries et commissariats du sud-ouest de la France ainsi que chez les commerçants. Le 3 décembre 2001, un ressortissant marocain de 23 ans ressemblant à la description est arrêté dans l'Aveyron après avoir agressé un gendarme pendant un contrôle d'identité. Un test ADN est réalisé mais il ne correspond pas à celui retrouvé sous les ongles de Silja Trindler.
Le patron d'une boutique de matériel de surf ainsi qu'un cuisinier d'un hôtel de Carcans au physique proche de celui du suspect sont interrogés mais leur alibi est solide ; ils sont mis hors de cause. La Section de recherches apprend également qu'Alain Diaz, suspect sérieux dans le meurtre d'un garçon de 10 ans le 4 décembre à Bordeaux, avait fréquenté le camping de Maubuisson, situé à 4 kilomètres de Carcans-Plage. S'il reconnaît sa présence au camping avec sa compagne la première semaine d'août 2000, il nie en revanche le meurtre de Silja Trindler. Une analyse ADN confirmera qu'il n'en est pas l'auteur.

### Enlisement de l'affaire
Depuis tout ce temps, l'ADN masculin retrouvé sous les ongles de Silja Trindler n'a jamais « matché » avec un ADN entré dans les bases de données du FNAEG et de celles d'une quarantaine d'autres pays, ce qui signifie que le meurtrier de Silja Trindler a été vigilant au point de ne plus avoir commis le moindre délit impliquant un prélèvement génétique. Il est probable également qu'il n'ait plus jamais tué. Mais il se peut qu'il ait été comme sa victime un touriste étranger, ce que les gendarmes avaient naturellement envisagé dès le début en auditionnant pléthore de vacanciers étrangers, sans succès.
En 2003, la gendarmerie s'intéresse à un meurtre, celui de Audrey Texier à Saint-Martin-de-Ré, dont ils notent certaines similitudes avec celui de Carcans : la victime, âgée de 16 ans, est elle aussi une très jolie brune aux cheveux longs. Son corps a été retrouvé dans la nature non loin de l'océan à 14 h (heure locale) par un touriste néerlandais, asphyxié à l'aide d'un chiffon enfoncé dans la bouche, à la différence que cette fois la victime a été violée. La date est sensiblement la même (6 août), c'est-à-dire en plein chassé-croisé estival, d'autant que l'Île de Ré est un lieu très touristique, à l'instar de Carcans qui n'est situé qu'à 160 kilomètres. 
Quatre mois plus tard, un saisonnier de 26 ans, Frédéric Ramette, avoue le crime de la jeune Audrey. Une équipe de gendarme est dépêchée pour prélever son ADN mais celui-ci s'avère négatif. Dès lors, les années passent et l'affaire Silja Trindler demeure non résolue. Le mystérieux « créole » vu en compagnie de Silja Trindler plusieurs heures avant sa mort est localisé et identifié en 2011. Il s'agit d'un réunionnais passionné de surf venu passer ses vacances en métropole en 2000. Ce dernier est rapidement écarté par les enquêteurs.
En janvier 2012, sous la houlette du major Didier Teissedou qui a repris l'enquête l'année précédente, les gendarmes partent réinterroger les Trindler chez eux, en Suisse, ainsi que les amis, camarades de classe et professeurs de Silja Trindler. C'est lors de ces investigations qu'ils apprennent les abus sexuels dont Silja  Trindler avait été victime dans son enfance. Son violeur, pharmacien de son état, est identifié et entendu mais son ADN, une fois de plus, ne correspond pas à celui du meurtrier de la jeune helvète. Ils découvrent également des secrets de famille édifiants : la mère de Silja Trindler — qui avait imposé la loi du silence à sa fille — serait l'une des maîtresses du gourou d'une secte locale dont elle est adepte tandis que des rumeurs d'inceste tournent autour du père. Les deux hommes ne sont pas réellement suspectés mais leur ADN est prélevé pour la forme et ceux-ci s'avèrent eux aussi négatifs. Les gendarmes persévèrent et obtiennent une commission rogatoire pour partir aux Pays-Bas et en Allemagne afin de réaliser de nouveaux prélèvements sur de jeunes hommes qui avaient séjourné dans la région de Carcans la première semaine d'août 2000. Mais les résultats ainsi que leurs témoignages ne s'avèrent pas concluants. En 2014, un appel à témoins est de nouveau lancé par la gendarmerie mais les résultats ne sont pas fructueux.

### Derniers rapports
En 2017, un ADN plus complet que celui des empreintes précédentes a été extrait des pièces à conviction et une recherche par parentèle (qui consiste à identifier des parents plus ou moins proches du suspect) a été menée dans le FNAEG. Un morphotype a été établi, ce qui a pu permettre de dresser une liste de 985 personnes dont 70 environ ont fait l’objet d’investigations complexes (identification, localisation, auditions) mais sans succès.
En 23 ans d'investigations, 20 000 personnes ont été entendues et 5 700 tests ADN ont été réalisés afin de tenter de confondre un suspect. En vain. Afin de pouvoir relancer l'enquête, le Procureur de la République de Bordeaux accepte en 2023 de transférer le dossier Silja Trindler lourd de 65 000 pièces de procédure au PCSNE de Nanterre, plus communément appelé « pôle cold case ». Trois juges d'instruction ainsi que trois magistrats spécialisés du parquet vont travailler sur la mémoire collective en collaborant avec la Direction générale de la Gendarmerie nationale et la Direction centrale de la police judiciaire.

### Couverture médiatique
: document utilisé comme source pour la rédaction de cet article.
- Jean-Alphonse Richard consacre son émission L’heure du crime du mercredi 5 avril 2023 sur RTL, le podcast.
- Jules Lavie, rédacteur en chef et présentateur du podcast Code source pour Le Parisien, détaille l'affaire le 17 avril 2023.